# Влајковићева кућа у Гроцкој
Влајковићева кућа у Гроцкој је подигнута почетком 19. века као породична зграда капетана Грочанске нахије Димитрија Голубовића. Представља непокретно културно добро као споменик културе. Налази се у улици 17. октобра 8 у Гроцкој.
Кућа је зидана у бондручној конструкцији са испуном од чатме, док је кров је покривен ћерамидом. Зграда се састоји се од шест просторија, трема, доксата (сада затвореног) и подрума испод једног дела зграде. Својим основним архитектонским обележјима припада групи грочанских варошких кућа које одражавају живот и потребе грочанског трговачког и занатског сталежа.
Према детаљној анализи, урађеној 2011. године, Влајковићева кућа није порушена, али је у дерутном стању. Због нерегулисаног имовинскоправног статуса и недостатка новчаних средстава у опасности је да нестане.